# Zurab Avalishvili
Zurab Avalishvili (Georgiano: ზურაბ ავალიშვილი) (1876 – 21 de mayo de 1944) fue un historiador, jurista, político y diplomático georgiano, quien estuvo al servicio de la República Democrática de Georgia (1918–1921). Dentro del idioma ruso, también era conocido bajo el nombre de Zurab Davidovich Avalov.

## Primeros años y educación
Nacido en Tiflis, Georgia (entonces parte del Imperio ruso), en la familia del Príncipe David Avalishvili,  se graduó de la Universidad de San Petersburgo en el 1900 y 
tomó cursos de postgrado en el Departamento de Derecho en la Universidad de París de 1900 a 1903. 
Se convirtió en un docente de la Universidad de San Petersburgo en 1904 y profesor de Derecho Público en el Instituto Politécnico de San Petersburgo en 1907. Fue asesor oficial del Ministerio de Comercio e Industria de Rusia durante muchos años.

## Carrera política y exilio a Alemania
Tras la Revolución de Febrero en Rusia, Avalishvili fue nombrado Senador por el Gobierno Provisional en mayo de 1917. Cuando Georgia declaró su independencia el 26 de mayo de 1918, Avalishvili entró en el servicio diplomático de Georgia y fue nombrado Viceministro de Relaciones Exteriores. Él rindió importantes servicios a su patria como miembro de su delegación a la Conferencia de Paz de París (1919).

La invasión a Georgia del Ejército Rojo lo forzó al exilio en marzo de 1921. Vivió después en Alemania, donde trabajó como profesor en la Universidad de Múnich. Él fue uno de los fundadores de la Asociación Georgiana en Alemania y trabajó para los consejos editoriales de las revistas históricas Georgica (Londres) y Byzantion (Bruselas)

## Historiador
Las obras principales de Avalishvili se centran en la historia de Georgia y el Cáucaso, la literatura georgiana (por ejemplo, los estudios críticos de Shota Rustaveli), el derecho internacional y las relaciones exteriores de Georgia.

## Principales obras
- "Anexión de Georgia a Rusia" (monografía), San Petersburgo, 1901, 1906 (en ruso)
- "La independencia de Georgia en la política internacional de 1918–1921" (una monografía), Tiflis, 1925
- "Cuestiones sobre "El caballero en la piel de tigre"" (una monografía), París, 1931 (en Georgian)
- "Geschichte Georgiens" (monografía), Muenchen, 1944 (en alemán)
- "El rey Teimuraz I y su obra "El martirio de la reina Ketevan"" (monografía), París, 1938 (en georgiano)
- "Historia de la política caucásica" (monografía).- J. "Kavkaz", Muenchen, N° 35-40, 1936-1937 (en ruso)
- "Geographie et legende dans un ecrit apocriphe de Saint Basile".- J. "Revue de l'Orientar Christien", 3 serie, París, 1927–28, t. 6 (26), Nº 3-4 (en francés)
- "Una pintura de estilo georgiano del siglo XV en el Museo Metropolitano" - J. "Georgica", Londres, vol. 1, nº 1, 1935.
- "La Cruz del extranjero".- J. "Georgica", Londres, Vol. 1, nº 2-3, 1936
- "La Sucesión du Curopalate David d'Iberie, Dynastie de Tao".- J. "Byzantion", Bruxelles, t. 7, 1933 (en francés)